# 西樵煎堆
西樵煎堆，是中华人民共和国广东省佛山市南海区西樵镇的特色食品，是当地制法独特的传统特产。球状，与九江煎堆不一样，其非实心，而是空心的。在西樵镇当地，西樵煎堆是当地各种喜庆活动特有的食品。